# アサクサキングス
アサクサキングス（欧字名:Asakusa Kings、2004年3月23日 - ）は、日本の競走馬・種牡馬。主な勝ち鞍は2007年の菊花賞、きさらぎ賞、2009年の京都記念、阪神大賞典。
馬名の意味は、冠名＋国王、王。

## 戦績

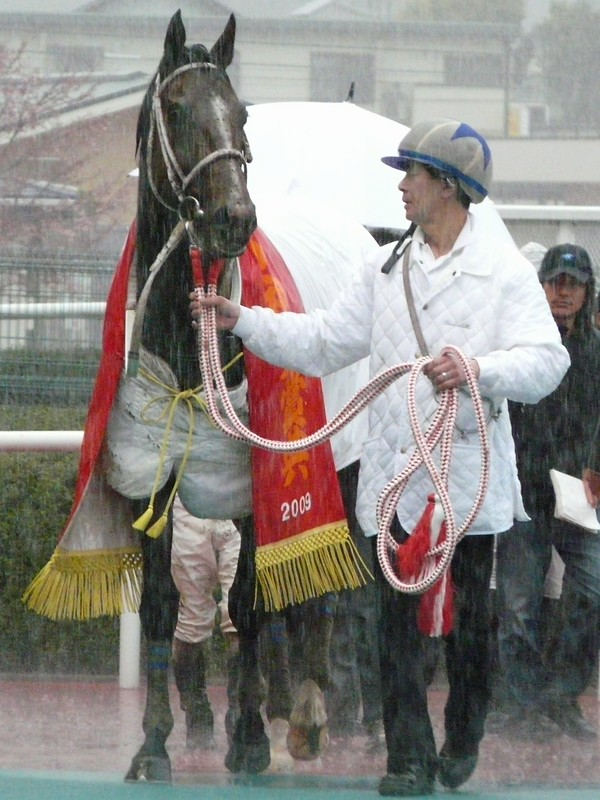

2006年10月、東京競馬場で競走馬デビュー、この年3戦2勝という成績を残し、翌2007年にはきさらぎ賞を逃げ切り勝ちで重賞初制覇。この勝利により賞金的に春のクラシックへの出走を確定させたことからアサクサキングスはトライアルを使わずそのまま本番へと向かう。
迎えた日本ダービーでは皐月賞・NHKマイルカップともに敗退という結果を受け14番人気と評価を落としていたが、ヴィクトリーが少し出遅れたこともありスムーズに先頭に立つとそのまま直線に入り、最後はウオッカに交わされながらも2着に入った。
秋に入り菊花賞へと駒を進めた同馬はダービー・神戸新聞杯の内容を買われ4番人気と支持を集め出走。先頭集団の様子をうかがう形で5番手あたりにつけると、直線に向いてからは粘るホクトスルタンを交わし、後ろから追い込んでくるアルナスラインとの競り合いを制し、GIタイトルを獲得。この勝利のほか日本ダービー2着という実績、また同年のNHKマイルカップと日本ダービーは牝馬が優勝したことから、JRA賞最優秀3歳牡馬に選出されている。
2008年古馬となったアサクサキングスは春秋天皇賞など中長距離GI5戦を含め6戦に出走。天皇賞（春）では1番人気になるなどGI戦線を賑わせたものの未勝利という結果に終わる。また宝塚記念では、最後の直線で左右にふらついたことからインティライミとメイショウサムソンに不利を与えてしまい、メイショウサムソンに騎乗していた武豊がレース後怒りをあらわにするという後味の悪い一幕があった。
菊花賞以降未勝利が続くアサクサキングスであったが2009年初戦となった京都記念では直線サクラメガワンダーとの叩き合いを制し優勝、続く阪神大賞典でも雨で馬場が渋る中、最後は内から伸びたヒカルカザブエとの叩き合いを制し連勝。前年秋は関東圏への輸送を考慮し控えめにされた調教が結果として裏目に出た同馬であったが、入念に仕上げられた今春は重賞連勝と結果を残しGI馬復活をアピール、次走天皇賞春の結果次第では凱旋門賞への出走も視野に入れられることになった。
しかし、その天皇賞では1番人気に応えられず9着敗退。これを受け海外遠征は白紙となり、国内路線に専念するも以後は精彩を欠く内容が続いた。後に管理調教師である大久保は天皇賞以降、同馬が不振に陥ったのは「重馬場で行われた2009年阪神大賞典の反動という感じがする」と見解を述べている。
アサクサキングスは2010年以降も現役を続けたが、怪我のためほとんどレースに出ることはなく、2011年の宝塚記念16着を最後に現役を引退。引退後は北海道日高町のブリーダーズスタリオンステーションで種牡馬として2016年まで繋養され、種牡馬引退後は故郷の社台ファームで乗馬となり、その後は福岡馬事公苑に移動している。

## 種牡馬成績

### 主な産駒
- アゼツライト（2018年菊水賞）
- バンローズキングス（2019年兵庫ダービー）
- クラキングス（2021年星雲賞）

### 母父としての主な産駒
- カズタンジャー（2025年マーキュリーカップ）：父ドレフォン

## 競走成績
| 年月日 | 年月日 | 年月日 | 競馬場 | 競走名             | 格      | 頭 数 | 枠 番 | 馬 番 | オッズ （人気） | オッズ （人気） | 着順 | 騎手       | 斤 量 | 距離（馬場）  | タイム （上3F） | 着差 | 勝ち馬/（2着馬）       |
| 2006.  | 10.    | 15     | 東京   | 2歳新馬            |         | 12    | 5     | 5     | 4.4             | （3人）         | 1着  | 四位洋文   | 55    | 芝1600m（良） | 1:38.5（34.2）  | -0.3 | （モハチビスティー）   |
|        | 11.    | 4      | 東京   | 百日草特別         | 500万下 | 8     | 8     | 8     | 2.4             | （1人）         | 1着  | 横山典弘   | 55    | 芝1800m（良） | 1:47.5（34.5）  | -0.1 | （サンツェッペリン）   |
|        | 12.    | 23     | 阪神   | ラジオNIKKEI杯2歳S | GIII    | 11    | 4     | 4     | 8.0             | （4人）         | 5着  | 四位洋文   | 55    | 芝2000m（良） | 2:02.5（35.1）  | 0.4  | フサイチホウオー       |
| 2007.  | 2.     | 11     | 京都   | きさらぎ賞         | JpnIII  | 8     | 7     | 7     | 9.1             | （3人）         | 1着  | 武幸四郎   | 56    | 芝1800m（良） | 1:48.8（35.0）  | -0.3 | （ナムラマース）       |
|        | 4.     | 15     | 中山   | 皐月賞             | JpnI    | 18    | 6     | 12    | 12.0            | （6人）         | 7着  | 武幸四郎   | 57    | 芝2000m（良） | 2:00.4（35.6）  | 0.5  | ヴィクトリー           |
|        | 5.     | 6      | 東京   | NHKマイルC         | JpnI    | 18    | 1     | 1     | 6.8             | （3人）         | 11着 | 武幸四郎   | 57    | 芝1600m（稍） | 1:35.4（36.5）  | 1.1  | ピンクカメオ           |
|        | 5.     | 27     | 東京   | 東京優駿           | JpnI    | 18    | 8     | 16    | 84.5            | （14人）        | 2着  | 福永祐一   | 57    | 芝2400m（良） | 2:25.0（34.9）  | 0.5  | ウオッカ               |
|        | 6.     | 24     | 阪神   | 宝塚記念           | GI      | 18    | 7     | 15    | 55.5            | （11人）        | 15着 | 松岡正海   | 53    | 芝2200m（稍） | 2:17.3（41.4）  | 4.9  | アドマイヤムーン       |
|        | 9.     | 23     | 阪神   | 神戸新聞杯         | JpnII   | 15    | 7     | 13    | 18.2            | （5人）         | 2着  | 四位洋文   | 56    | 芝2400m（良） | 2:24.8（35.4）  | 0.1  | ドリームジャーニー     |
|        | 10.    | 21     | 京都   | 菊花賞             | JpnI    | 18    | 5     | 10    | 8.4             | （4人）         | 1着  | 四位洋文   | 57    | 芝3000m（良） | 3:05.1（35.8）  | 0.0  | （アルナスライン）     |
| 2008.  | 4.     | 6      | 阪神   | 産経大阪杯         | GII     | 11    | 6     | 6     | 12.4            | （4人）         | 3着  | 四位洋文   | 59    | 芝2000m（良） | 1:58.9（34.9）  | 0.2  | ダイワスカーレット     |
|        | 5.     | 4      | 京都   | 天皇賞 (春)        | GI      | 14    | 8     | 13    | 3.6             | （1人）         | 3着  | 四位洋文   | 58    | 芝3200m（良） | 3:15.5（35.5）  | 0.4  | アドマイヤジュピタ     |
|        | 6.     | 29     | 阪神   | 宝塚記念           | GI      | 14    | 7     | 11    | 8.7             | （4人）         | 5着  | 四位洋文   | 58    | 芝2200m（重） | 2:15.7（37.5）  | 0.4  | エイシンデピュティ     |
|        | 11.    | 2      | 東京   | 天皇賞（秋）       | GI      | 17    | 1     | 1     | 21.2            | （6人）         | 8着  | 藤岡佑介   | 58    | 芝2000m（良） | 1:57.7（35.0）  | 0.5  | ウオッカ               |
|        | 11.    | 30     | 東京   | ジャパンC          | GI      | 17    | 7     | 15    | 12.9            | （6人）         | 8着  | C.ルメール | 57    | 芝2400m（良） | 2:26.1（34.4）  | 0.6  | スクリーンヒーロー     |
|        | 12.    | 28     | 中山   | 有馬記念           | GI      | 14    | 7     | 12    | 29.5            | （9人）         | 14着 | 四位洋文   | 57    | 芝2500m（良） | 2:34.3（39.1）  | 2.8  | ダイワスカーレット     |
| 2009.  | 2.     | 21     | 京都   | 京都記念           | GII     | 12    | 6     | 9     | 8.9             | （3人）         | 1着  | 四位洋文   | 58    | 芝2200m（良） | 2:14.6（35.6）  | 0.0  | （サクラメガワンダー） |
|        | 3.     | 22     | 阪神   | 阪神大賞典         | GII     | 12    | 6     | 7     | 3.7             | （2人）         | 1着  | 四位洋文   | 58    | 芝3000m（重） | 3:13.2（38.3）  | 0.0  | （ヒカルカザブエ）     |
|        | 5.     | 3      | 京都   | 天皇賞（春）       | GI      | 18    | 8     | 17    | 3.5             | （1人）         | 9着  | 四位洋文   | 58    | 芝3200m（良） | 3:15.3（35.8）  | 0.9  | マイネルキッツ         |
|        | 11.    | 1      | 東京   | 天皇賞（秋）       | GI      | 18    | 3     | 6     | 47.5            | （11人）        | 18着 | 四位洋文   | 58    | 芝2000m（良） | 1:59.3（34.5）  | 2.1  | カンパニー             |
|        | 11.    | 29     | 東京   | ジャパンC          | GI      | 18    | 1     | 1     | 43.9            | （10人）        | 16着 | 岩田康誠   | 57    | 芝2400m（良） | 2:25.5（38.0）  | 3.1  | ウオッカ               |
| 2010.  | 3.     | 21     | 阪神   | 阪神大賞典         | GII     | 14    | 8     | 14    | 7.3             | （6人）         | 4着  | 岩田康誠   | 58    | 芝3000m（良） | 3:07.5（37.3）  | 0.2  | トウカイトリック       |
| 2011.  | 6.     | 26     | 阪神   | 宝塚記念           | GI      | 16    | 3     | 6     | 232.9           | （15人）        | 16着 | 浜中俊     | 58    | 芝2200m（良） | 2:14.4（39.0）  | 4.3  | アーネストリー         |

## 血統表
| アサクサキングスの血統                    | アサクサキングスの血統                               | アサクサキングスの血統                          | （血統表の出典）                                | （血統表の出典） |
| 父系                                      | リファール系                                         | リファール系                                    | リファール系                                    | [ § 2 ]          |
| 父 *ホワイトマズル White Muzzle 1990 鹿毛 | 父の父*ダンシングブレーヴ Dancing Brave 1983 鹿毛    | Lyphard                                         | Northern Dancer                                 | Northern Dancer  |
| 父 *ホワイトマズル White Muzzle 1990 鹿毛 | 父の父*ダンシングブレーヴ Dancing Brave 1983 鹿毛    | Lyphard                                         | Goofed                                          |                  |
| 父 *ホワイトマズル White Muzzle 1990 鹿毛 | 父の父*ダンシングブレーヴ Dancing Brave 1983 鹿毛    | Navajo Princess                                 | Drone                                           | Drone            |
| 父 *ホワイトマズル White Muzzle 1990 鹿毛 | 父の父*ダンシングブレーヴ Dancing Brave 1983 鹿毛    | Navajo Princess                                 | Olmec                                           |                  |
| 父 *ホワイトマズル White Muzzle 1990 鹿毛 | 父の母Fair of the Furze 1982 鹿毛                    | Ela-Mana-Mou                                    | *ピットカーン                                   | *ピットカーン    |
| 父 *ホワイトマズル White Muzzle 1990 鹿毛 | 父の母Fair of the Furze 1982 鹿毛                    | Ela-Mana-Mou                                    | Rose Bertin                                     |                  |
| 父 *ホワイトマズル White Muzzle 1990 鹿毛 | 父の母Fair of the Furze 1982 鹿毛                    | Autocratic                                      | Tyrant                                          | Tyrant           |
| 父 *ホワイトマズル White Muzzle 1990 鹿毛 | 父の母Fair of the Furze 1982 鹿毛                    | Autocratic                                      | Flight Table                                    |                  |
| 母 クルーピアスター 1996 栗毛             | 母の父*サンデーサイレンス Sunday Silence 1986 青鹿毛 | Halo                                            | Hail to Reason                                  | Hail to Reason   |
| 母 クルーピアスター 1996 栗毛             | 母の父*サンデーサイレンス Sunday Silence 1986 青鹿毛 | Halo                                            | Cosmah                                          |                  |
| 母 クルーピアスター 1996 栗毛             | 母の父*サンデーサイレンス Sunday Silence 1986 青鹿毛 | Wishing Well                                    | Understanding                                   | Understanding    |
| 母 クルーピアスター 1996 栗毛             | 母の父*サンデーサイレンス Sunday Silence 1986 青鹿毛 | Wishing Well                                    | Mountain Flower                                 |                  |
| 母 クルーピアスター 1996 栗毛             | 母の母*クルーピアレディー Croupier Lady 1983 栗毛    | What Luck                                       | Bold Ruler                                      | Bold Ruler       |
| 母 クルーピアスター 1996 栗毛             | 母の母*クルーピアレディー Croupier Lady 1983 栗毛    | What Luck                                       | Irish Jay                                       |                  |
| 母 クルーピアスター 1996 栗毛             | 母の母*クルーピアレディー Croupier Lady 1983 栗毛    | Question d'Argent                               | Tentam                                          | Tentam           |
| 母 クルーピアスター 1996 栗毛             | 母の母*クルーピアレディー Croupier Lady 1983 栗毛    | Question d'Argent                               | Cold Reply                                      |                  |
| 母系(F-No.)                               | Reply系(FN:4-g)                                      | Reply系(FN:4-g)                                 | Reply系(FN:4-g)                                 | [ § 3 ]          |
| 5代内の近親交配                           | Northern Dancer 4×5=9.38%、Bold Ruler 5×4=9.38%      | Northern Dancer 4×5=9.38%、Bold Ruler 5×4=9.38% | Northern Dancer 4×5=9.38%、Bold Ruler 5×4=9.38% | [ § 4 ]          |
| 出典                                      | 1. 2. 3. 4.                                          | 1. 2. 3. 4.                                     | 1. 2. 3. 4.                                     | 1. 2. 3. 4.      |

- 母の全兄に皐月賞、マイルチャンピオンシップを勝利したジェニュインがいる。